# Patricio Etcheverry
Patricio Etcheverry, född 6 mars 1943, är en friidrottare från Chile. Han deltog vid olympiska sommarspelen 1964.